# Humberside
Humberside – dawne hrabstwo niemetropolitalne w północno-wschodniej Anglii, istniejące od 1 kwietnia 1974 roku do 1 kwietnia 1996 roku. Obejmowało obszar wokół estuarium Humber, nad Morzem Północnym, na pograniczu historycznych hrabstw Yorkshire i Lincolnshire. Głównym ośrodkiem miejskim było Kingston upon Hull.
W 1996 roku hrabstwo zostało rozwiązane, a w jego miejsce powołane zostały cztery jednostki typu unitary authority: East Riding of Yorkshire, Kingston upon Hull, North Lincolnshire i North East Lincolnshire.

## Podział administracyjny
Hrabstwo Humberside podzielone było na dziewięć dystryktów:
1. East Yorkshire (pierwotnie North Wolds)
2. Holderness
3. Kingston upon Hull
4. Beverley
5. Boothferry
6. Scunthorpe
7. Glanford
8. Great Grimsby (pierwotnie Grimsby)
9. Cleethorpes